# Pleurodema tucumanum
Espèce
Statut de conservation UICN

 LC  : Préoccupation mineure
Pleurodema tucumanum est une espèce d'amphibiens de la famille des Leptodactylidae.

## Répartition
Cette espèce est endémique d'Argentine. Elle se rencontre entre 250 et 1 500 m d'altitude dans les provinces de Catamarca, de Córdoba, du Chaco, de Jujuy, de Salta, de Santiago del Estero, de San Juan, de San Luis et de Tucumán.

## Étymologie
Son nom d'espèce lui a été donné en référence à sa localité type, la province de Tucumán.

## Publication originale
- Parker, 1927 : A revision of the frogs of the genera Pseudopaludicola, Physalaemus, and Pleurodema. Annals and Magazine of Natural History, sér. 9, vol. 20, p. 450-478.